# Afton (Virginie)
Afton est une census-designated place située dans les comtés d'Albemarle et de Nelson, dans l’État de Virginie, aux États-Unis. Lors du recensement de 2020, elle comptait 313 habitants.